# Jevíčko (stacja kolejowa)
Jevíčko – stacja kolejowa w Jevíčko, w kraju pardubickim, w Czechach. Znajduje się na wysokości 350 m n.p.m.
Na stacji nie ma możliwości zakupu biletów, a obsługa podróżnych odbywa się w pociągu. 

## Linie kolejowe
- 262 Skalice nad Svitavou - Velké Opatovice - Chornice